# Desmomys yaldeni
Desmomys yaldeni és una espècie de mamífer rosegador de la família dels múrids. És endèmic del sud-oest d'Etiòpia, on viu a altituds d'entre 1.800 i 1.930 msnm. Es tracta d'una espècie semiarborícola. El seu hàbitat natural són els boscos afromontans humits. Està amenaçat per la destrucció del seu medi. L'espècie fou anomenada en honor del zoòleg britànic Derek William Yalden.